# Gießhübl
Gießhübl è un comune austriaco di 2 300 abitanti nel distretto di Mödling, in Bassa Austria. Tra il 1938 e il 1954 è stato accorpato alla città di Vienna.